# 蘇味道
蘇 味道（そ みどう、648年 - 705年）は、中国・唐の詩人。趙州欒城県の出身。

## 略歴
若くから文名が高く、李嶠とともに「蘇李」とうたわれた。突厥族征討の軍に書記として参加し、才能を認められ、則天武后の聖暦の初め（698年頃）には宰相となった。しかし明確な政策を持たず、自ら宰相は決断してはならぬ、ただ模稜（ごまかし）していればよいのだと言ったため、模稜宰相と呼ばれたと言う。また親の墓を作ろうとして人民の墓地を壊したり、宰相らしからぬ行為が多かったため罷免され、武后の政権が倒れるとともに眉州刺史に流され、更に益州に遷される途中で死んだ。

## 親族

### 兄弟
- 蘇味玄（太子洗馬）

### 子女
- 蘇佃（膳部員外郎）
- 蘇份（蘇洵の先祖）
- 蘇倜（兗州刺史）
- 蘇倇（職方員外郎）